# Амирали, Роберт
Роберт Амирали (нидерл. Robert Ameerali; род. 16 августа 1961, Парамарибо) — суринамский государственный и политический деятель Суринама. С 2010 по 2015 год являлся вице-президентом страны.

## Биография
Родился 16 августа 1961 года в Парамарибо. Занимал должность председателя Торговой палаты Суринама. Затем был выдвинут лидером Партией всеобщего развития и свободы Ронни Брюнсвийком на должность вице-президента страны. 12 августа 2010 года Роберт Амирали занял должность вице-президента Суринама. С 27 августа по 2 сентября 2010 года был исполняющим обязанности президента страны, так как Дези Баутерсе находился на больничном в связи с лихорадкой денге. 12 августа 2015 года Асхвин Адхин стал новым вице-президентом страны.